# Mistrzostwa Świata Par na Żużlu 1985
Mistrzostwa Świata Par 1985 – szesnasta edycja w historii na żużlu. Wygrała para duńska – Erik Gundersen i Tommy Knudsen.

## Półfinały

### Pierwszy półfinał
- 26 maja 1985 r. (niedziela),  Norden
- Awans: 3

| Miejsce | Kraje         | Suma | Zawodnicy                      | Pkt.  | Pkt bieg. |
| ------- | ------------- | ---- | ------------------------------ | ----- | --------- |
| 1       | Dania         | 28   | Erik Gundersen Tommy Knudsen   | 16 12 | b.d       |
| 2       | Australia     | 24   | Phil Crump Steve Regeling      | 13 11 | b.d       |
| 3       | Nowa Zelandia | 24   | Mitch Shirra Ivan Mauger       | 14 10 | b.d       |
| 4       | RFN           | 19   | Karl Maier Klaus Lausch        | 14 5  | b.d       |
| 5       | Austria       | 12   | Heinrich Schatzer Toni Pilotto | 8 4   | b.d       |
| 6       | Holandia      | 11   | Henny Kroeze Frits Koppe       | 7 4   | b.d       |
| 7       | Węgry         | 8    | Zoltan Adorjan Zoltán Hajdu    | 5 3   | b.d       |

### Drugi półfinał
- 1 czerwca 1985 r. (sobota),  Bradford
- Awans: 3

| Miejsce | Kraje             | Suma | Zawodnicy                             | Pkt.  | Pkt bieg. |
| ------- | ----------------- | ---- | ------------------------------------- | ----- | --------- |
| 1       | Stany Zjednoczone | 27   | Shawn Moran Bobby Schwartz            | 15 12 | b.d       |
| 2       | Anglia            | 24   | Kenny Carter Kelvin Tatum             | 13 11 | b.d       |
| 3       | Szwecja           | 21   | Jan Andersson Per Jonsson             | 14 7  | b.d       |
| 4       | Włochy            | 17   | Armando Castagna Valentino Furlanetto | 9 8   | b.d       |
| 5       | Finlandia         | 15   | Kai Niemi Ari Koponen                 | 12 3  | b.d       |
| 6       | Czechosłowacja    | 14   | Antonín Kasper Aleš Dryml             | 9 5   | b.d       |
| 7       | Norwegia          | 8    | Einar Kyllingstad Roy Otto            | 7 1   | b.d       |

## Finał
- 15 czerwca 1985 r. (sobota),  Rybnik

| Miejsce | Kraje             | Suma | Zawodnicy                          | Pkt.  | Pkt bieg.                   |
| ------- | ----------------- | ---- | ---------------------------------- | ----- | --------------------------- |
| 1       | Dania             | 29   | Erik Gundersen Tommy Knudsen       | 16 13 | (3,3,3,2,2,3) (2,2,1,3,3,2) |
| 2       | Anglia            | 27   | Kenny Carter Kelvin Tatum          | 14 13 | (3,2,2,2,2,3) (2,3,0,3,3,2) |
| 3       | Stany Zjednoczone | 22   | Shawn Moran Bobby Schwartz         | 11    | (3,1,3,2,0,2) (2,0,2,3,1,3) |
| 4       | Nowa Zelandia     | 15   | Ivan Mauger Mitch Shirra           | 8 7   | (0,1,3,0,1,3) (3,0,2,1,0,1) |
| 5       | Szwecja           | 14   | Jan Andersson Per Jonsson          | 10 4  | (0,1,1,3,3,2) (1,0,0,1,2,0) |
| 6       | Australia         | 11   | Steve Regeling Phil Crump          | 6 5   | (2,1,1,0,1,1) (1,2,0,2,0,0) |
| 7       | Polska            | 8    | Andrzej Huszcza Grzegorz Dzikowski | 4     | (0,3,1,0,0,0) (1,0,0,1,1,1) |